# Artio
Dans la mythologie celtique, Artio est une déesse qui semble avoir été vénérée par le peuple des Helvètes.

## Représentation
Elle est connue par des inscriptions et une statuette en bronze datées du IIe siècle et mises au jour à Muri, dans la région de Berne (d'où le nom : Artio de Muri).
La statuette fait 15,6 cm de hauteur sur 19 cm de longueur. Elle représente un ours (peut-être une femelle) sur ses quatre pattes, tête relevée et gueule entrouverte, laissant apparaître deux canines. Un petit arbre portant deux branches, une feuille et des fruits est planté derrière l'ours, tandis qu'une femme assise dans une chaise fait face à l'ours. Cette femme, représentant la déesse romaine Abondance, est un ajout ultérieur.
La sculpture repose sur un large socle rectangulaire, en bronze lui aussi, portant l'inscription suivante :
Deae Artioni / Licinia Sabinilla
À la déesse Artio (ou Artionis) / de la part de Licinia Sabinilla

## Étymologie
Artio signifie ours en langue gauloise, animal emblématique de la royauté chez les Celtes. On retrouve la même racine dans d'autres langues celtiques : art en ancien irlandais, arth en gallois, arzh en breton. C'est de cette racine que proviendrait le nom du roi Arthur.

## Équivalences
On peut rapprocher cette racine de celle du nom de la déesse grecque Artémis, dont un attribut était l'ours (arctos en grec). Selon certains archéologues, les poteries de la culture de Vinča suggèrent que le culte d'une divinité ursine était répandu chez les proto-Indo-Européens du Danube. Artémis serait donc l'équivalente de la déesse Artio.

## Dans la culture populaire
- Artio est un personnage jouable du panthéon celtique dans le jeu vidéo Smite.
- Le film pixar Rebelle (2012), est ponctué de référence à la mythologie de Artio, notamment quant à l'apparence Mérida et sa mère.
- Artio est un groupe de musique anglais originaire de Leeds, West Yorkshire. Il est formé en 2018 et est composé de Rae Brazill, Rob Arkle, Jai Akhurst et Ieuan Jones.